# Mark Lambert (Schauspieler)
Mark Lambert (* 19. Januar 1952 als Mark Robert Luebke) ist ein US-amerikanischer Theater- und Filmschauspieler.

## Leben
Lambert wurde am 19. Januar 1952 geboren und wuchs in San José im US-Bundesstaat Kalifornien auf. 1970 schloss er die Oak Grove High School ab. Über Engagements im San José Community Theater wurde er von einem Manager entdeckt und fand dadurch den Weg ins Fernsehen. Ab 1975 bis zu ihrem Tod am 30. August 2014 war sie mit der Theaterschauspielerin Victoria Mallory verheiratet. Die beiden sind die Eltern der Schauspielerin Ramona Mallory. Seine Frau lernte er bei den Arbeiten zum Theaterstück A Little Night Music kennen, in diesem sie die weibliche Hauptrolle spielte.

## Karriere
Zu Beginn der 1970er Jahre wirkte Lambert als Episodendarsteller in verschiedenen Fernsehserien mit. Sein Broadway-Theaterdebüt gab er in New York City, wo er die Rolle des Henrik Egerman in der Musiktheaterproduktion A Little Night Music von 1973 bis 1974 darstellte. Musik und Texte entstanden von Stephen Sondheim, das Buch verfasste Hugh Wheeler. Nach der Einstellung des Theaterstückes zog er wieder zurück nach Kalifornien.
1972 synchronisierte er die Gesangsstimme der Rolle des vom Schauspielers Oliver Collignon dargestellten Charakters in Cabaret. Von 1993 bis 1998 stellte er in der britischen Fernsehserie The Bill mehrere verschiedene Rollen dar. Von 2009 bis 2015 stellte er in der Fernsehserie Roy die Rolle des Mr. Hammond in 31 Episoden. Von 2016 bis 2017 verkörperte er in 29 Episoden der Fernsehserie Fair City die Rolle des Trigger Foley.

## Filmografie (Auswahl)
- 1971: Room 222 (Fernsehserie, Episode 3x12)
- 1972: Twen-Police (The Mod Squad, Fernsehserie, Episode 4x19)
- 1972: Cabaret (Sprechrolle)
- 1972: Der Chef (Ironside, Fernsehserie, Episode 6x09)
- 1972: Die Partridge Familie (The Partridge Family, Fernsehserie, Episode 3x11)
- 1972: California Cops – Neu im Einsatz (The Rookies, Fernsehserie, Episode 1x13)
- 1975: Die Straßen von San Francisco (The Streets of San Francisco, Fernsehserie, Episode 4x05)
- 1975: The Secrets of Isis (Isis, Fernsehserie, Episode 1x11)
- 1976: Medical Story (Fernsehserie, Episode 1x11)
- 1976: The Quest (Fernsehfilm)
- 1977: The Fantastic Journey (Fernsehserie, Episode 1x04)
- 1977: Quincy (Fernsehserie, Episode 3x03)
- 1977: Mulligan's Stew (Fernsehserie, Episode 1x02)
- 1982: Ennal's Point (Fernsehserie, Episode 1x05)
- 1983: Caught in a Free State (Miniserie, 4 Episoden)
- 1984: Sein größter Sieg (Champions)
- 1984: The Young Ones (Fernsehserie, Episode 2x06)
- 1986: Screen Two (Fernsehserie, Episode 2x03)
- 1987: Auf den Schwingen des Todes (A Prayer for the Dying)
- 1988: Letzter Ausweg: Affäre (An Affair in Mind)
- 1990: The Fool
- 1991: Bottom (Fernsehserie, Episode 1x02)
- 1991: Boon (Fernsehserie, Episode 6x01)
- 1993–1998: The Bill (Fernsehserie, 6 Episoden, verschiedene Rollen)
- 1994: Scarlett (Miniserie, 3 Episoden)
- 1995: Für alle Fälle Fitz (Cracker, Fernsehserie, 2 Episoden)
- 1995: David Balfour – Zwischen Freiheit und Tod (Kidnapped, Fernsehfilm)
- 1995: Beyond Reason (Fernsehfilm)
- 1996: Casualty (Fernsehserie, Episode 10x20)
- 1996: Dalziel und Pascoe – Mord in Yorkshire (Dalziel and Pascoe, Fernsehserie, Episode 1x01)
- 1996: Annie's Bar (Fernsehserie, 3 Episoden)
- 1996: Rosamunde Pilcher – September (September, Fernsehfilm)
- 1996: Rough Justice (Fernsehdokuserie, Episode 12x02)
- 1996: Die Scharfschützen (Sharpe, Fernsehserie, Episode 4x01)
- 1996: Bramwell (Fernsehserie, Episode 2x07)
- 1996: Herzen in Aufruhr (Jude)
- 1996: Performance (Fernsehserie, Episode 6x04)
- 1997: A Touch of Frost (Fernsehserie, Episode 5x04)
- 1997: The Doherty Brothers (Kurzfilm)
- 1998: Vanity Fair – Jahrmarkt der Eitelkeit (Vanity Fair, Miniserie, 4 Episoden)
- 1999: 40 Meilen Abenteuer (Durango, Fernsehfilm)
- 1999: Eviction (Kurzfilm)
- 2000: Borstal Boy
- 2002: No Tears (Miniserie)
- 2002: Sunday (Fernsehfilm)
- 2002: Fergus's Wedding (Fernsehserie, 4 Episoden)
- 2002: Ein Vater kämpft um seine Kinder (Evelyn)
- 2003: Benedict Arnold: A Question of Honor (Fernsehfilm)
- 2003: Die Journalistin (Veronica Guerin)
- 2003: Rosemary & Thyme (Fernsehserie, Episode 1x05)
- 2004: Proof (Fernsehserie, 2 Episoden)
- 2004: The Big Bow Wow (Fernsehserie, 3 Episoden)
- 2004: Irish Eyes
- 2005: Breakfast on Pluto
- 2006: The Tiger’s Tail
- 2007: Be More Ethnic (Fernsehfilm)
- 2007: George Gently – Der Unbestechliche (Inspector George Gently, Fernsehserie, Episode 1x10)
- 2007: Die Tudors (The Tudors, Fernsehserie, 2 Episoden)
- 2008: Single-Handed (Fernsehserie, 2 Episoden)
- 2008: Heartbeat (Fernsehserie, Episode 14x17)
- 2009: Savage (Sprechrolle)
- 2009: Durham County – Im Rausch der Gewalt (Durham County, Fernsehserie, Episode 2x01)
- 2009: Scriptum – Der letzte Tempelritter (The Last Templar, Miniserie, 2 Episoden)
- 2009–2015: Roy (Fernsehserie, 31 Episoden)
- 2010–2013: Raw (Fernsehserie, 4 Episoden)
- 2011: Hidden (Miniserie, Episode 1x04)
- 2012: 13 Steps Down (Miniserie, 2 Episoden)
- 2013: An Crisis (Fernsehserie, 5 Episoden)
- 2014: Play Next Door (Fernsehserie, Episode 1x01)
- 2016: Rebellion (Miniserie, 2 Episoden)
- 2016: Orange Is the New Black (Fernsehserie, Episode 4x05)
- 2016: The Journey
- 2016–2017: Fair City (Fernsehserie, 29 Episoden)
- 2017: Inside I'm Racing (Kurzfilm)
- 2017: Nowhere Fast (Fernsehserie, Episode 1x02)
- 2018: Women on the Verge (Fernsehserie, 3 Episoden)
- 2018: The Bailout (Miniserie)
- 2019: Agatha and the Curse of Ishtar (Fernsehfilm)
- 2020: The South Westerlies (Fernsehserie, 6 Episoden)
- 2021: Red Election (Fernsehserie, Episode 1x10)
- 2022: Isla (Fernsehfilm)
- 2023: Darkness and Light (Kurzfilm)
- 2023: SisterS (Fernsehserie, Episode 1x02)

## Theater (Auswahl)
- 1973–1974: A Little Night Music